# サプタルシ
サプタルシ（サンスクリット: सप्तर्षि saptarṣi、複数主格形 सप्तर्षय: saptarṣayaḥ）またはサプタ・リシ（sapta ṛṣi、連音を切った形）とは、古代インドの神話的な7人のリシを指す。ただし、文献によって誰が含まれるかは異なっている。
日本語では七詩聖、七聖仙、七大聖仙などと訳される。

## 概要
サプタルシはバラモンの始祖とされる神話的な存在である:139。
サプタルシはしばしば7人のアンギラス（リシのアンギラスとは別）と同一視される。『リグ・ヴェーダ』でしばしば歌われるヴァラの伝説では、パニ族が石の洞窟に隠した牛を救うためにインドラ（あるいはブリハスパティ）が洞窟が破壊するのを助けたとされる:139。
サプタルシは全体としては神話的な存在だが、個々のリシについては伝説に包まれているものの歴史的な存在とされる:139-140。
インドの天文学では北斗七星がサプタルシと呼ばれる。

## ヴェーダ
ヴェーダにもサプタルシという語は見られ、また後世サプタルシに含まれるリシたちはヴェーダの賛歌の作者として登場するものの、誰がサプタルシであるかは説明されない。
『リグ・ヴェーダ』4.42には始祖としてのサプタルシが見えている。この詩の解釈は分かれているが、『シャタパタ・ブラーフマナ』13.5.4.5の解釈によると、サプタルシが馬の供犠を行った結果イクシュヴァーク王朝の王プルクツァの妻が子のトラサダシユを生んだという意味とされる:2.625。9.107でサプタルシはソーマ賛歌の作者名として見える。10.63では最初の人間であるマヌが7人の祭官の助けを得て最初の供犠を行ったことを記す。10.82ではすでに北斗七星とサプタルシが結びつけられている。

## 一覧
ブラーフマナやウパニシャッドでは7人のリシの名をあげているが、7人を誰とするかは文献による違いがある。
『ブリハッド・アーラニヤカ・ウパニシャッド』では以下の7人をあげて、感覚器官に割りあてている。この7人は『リグ・ヴェーダ』9.67および10.137を合作した人物とされる:3.1295-1296,1622。
- ガウタマ（右の耳）
- バラドヴァージャ（左の耳）
- ヴィシュヴァーミトラ（右目）
- ジャマダグニ（左目）
- ヴァシシュタ（右の鼻腔）
- カシュヤパ（左の鼻腔）
- アトリ（舌）

『マハーバーラタ』巻13であげられるサプタルシの名前は上記と同じだが:8.196-205、いっぽう巻12であげる名前は大きく異なり、両者に共通する人物はアトリとヴァシシュタしかいない:7.227。
- マリーチ
- アトリ
- アンギラス
- プラハ（英語版）
- クラトゥ（英語版）
- プラスティヤ（英語版）
- ヴァシシュタ

『ブラフマ・プラーナ』によれば、『マハーバーラタ』巻12にあげられている7人はいずれもブラフマーの心から生まれた。『ブラフマーンダ・プラーナ』3.1.21でも同様だが、この7人にブリグを加えた8人をサプタルシとしている。
プラーナ文献では1つのカルパ（劫）に14人のマヌが出現すると考え、マヌごとにサプタルシも異なるとする。例えばマリーチ・アンギラス以下は第1のマヌであるスヴァーヤンブヴァ・マヌのサプタルシ、ジャマダグニ・ヴィシュヴァーミトラ等は第7（現在）のマヌであるヴァイヴァスヴァタ・マヌのサプタルシと説明される。
ヴァラーハミヒラの占星術書『ブリハット・サンヒター』ではサプタルシ（北斗七星）として7人をあげるが、『マハーバーラタ』巻12と同じ内容になっている。